# Godzilla, Mothra, Mechagodzilla: Tokyo S.O.S.
Pour les articles homonymes, voir Godzilla.
Série Millenium
Godzilla X Mechagodzilla
(2002) Godzilla: Final Wars
(2004)
Pour plus de détails, voir Fiche technique et Distribution.
Godzilla, Mothra, Mechagodzilla: Tokyo S.O.S. (ゴジラ×モスラ×メカゴジラ 東京SOS, Gojira × Mosura × MekaGojira Tōkyō Esu-Ō-Esu) est un film japonais réalisé par Masaaki Tezuka en 2003. Il est le seul film Millenium à être en continuité avec le précédent. C'est la suite de Godzilla X Mechagodzilla sorti en 2002, mais aussi de Mothra contre Godzilla sorti en 1964.

## Synopsis
Un an après la défaite de Godzilla face à Kiryu, le Japon répare Kiryu et s'apprête à reconstruire la ville détruite. Le grand-père d'un des hommes de maintenance du robot est visité par les shojibin, les petites fées qui parlent au nom de Mothra, de vieilles connaissances puisqu'il les a rencontrées il y a 43 ans. Elles rappellent que Kiryu est bâti sur le squelette du Godzilla original et que ses os devraient reposer en paix. Si les autorités s'entêtent à utiliser le robot, Mothra ne viendra pas les aider si Godzilla refait surface et pourrait même devenir ennemie de l'humanité, ce qui pourrait être embêtant sachant que d'autres menaces (Kamoebas, Rodan) pourrait s'en prendre au Japon.

## Fiche technique
- Titre : Godzilla, Mothra, Mechagodzilla: Tokyo S.O.S.
- Titre original : ゴジラ×モスラ×メカゴジラ 東京SOS (Gojira × Mosura × MekaGojira Tōkyō Esu-Ō-Esu)
- Titre anglais : Godzilla: Tokyo S.O.S.
- Réalisation :  Masaaki Tezuka
- Scénariste : Masaaki Tezuka, Masahiro Yokotani
- Producteur :  Shogo Tomiyama
- Musique originale : Michiru Oshima
- Genre : Action, science-fiction et fantastique
- Durée : 91 minutes
- Langue : Japonais
- Dates de sorties :
- Japon : 13 décembre 2003

## Distribution
- Noboru Kaneko : Yoshito Chujo
- Miho Yoshioka : Azusa Kisaragi
- Mitsuki Koga : Kyosuke Akiba, l'opérateur de Mechagodzilla
- Masami Nagasawa : Shobijin
- Chihiro Otsuka : Shobijin
- Koh Takasugi : colonel Togashi des Forces japonaises d'autodéfense
- Hiroshi Koizumi : Dr. Shinichi Chujo
- Akira Nakao : premier ministre Hayato Igarashi
- Koichi Ueda : général Dobashi
- Norman England : sergent Woodyard
- Naomasa Rokudaira : Goro Kanno
- Tsutomu Kitagawa : Godzilla
- Motokuni Nakagawa : Kiryu